# Werner Weißbrodt
Werner Weißbrodt (* 20. März 1928 in Hockenheim; † 25. August 2017) war ein deutscher Grafiker und Kunstlehrer. Er lebte in Pforzheim.

## Leben
Werner Weißbrodt wurde 1928 in Hockenheim geboren. Er studierte an der Freien Akademie Mannheim und an der Akademie der Bildenden Künste (ABK) Karlsruhe. Während seiner Studienzeit gewann er 1951 einen Plakatwettbewerb für die Olympischen Spiele in Helsinki und 1952 den Wettbewerb „Das internationale Plakat“ in Karlsruhe. Seine berufliche Laufbahn begann er beim Landesgewerbeamt Baden-Württemberg in Karlsruhe. Dort konzipierte er Ausstellungen und übernahm die Redaktion der Zeitschrift Werkkunst. Nach einem Lehrauftrag an der Karlsruher Akademie für bildende Künste und an der damaligen Pforzheimer Staatlichen Kunst- und Werkschule für Oberflächengestaltung Anfang der 1960er Jahre erhielt er 1973 eine Professur an der Fachhochschule für Gestaltung Pforzheim.

## Werk
Werner Weißbrodt entwarf 1977 des Hockenheimer Aquadrom-Logo. Seine zweifache Wellenlinie in Form eines „a“ wurde mit dem Text Aquadrom Hockenheim ergänzt. Das Logo wird bis heute leicht farblich verändert verwendet.
An der Fachhochschule für Gestaltung in Pforzheim begründete er im Zuge der Fachhochschulreform des Landes Baden-Württemberg 1972 den Studiengang „Grafik-Design“ und unterrichtete das Fach bis zu seiner Pensionierung im Jahr 1990. Zu Beginn seiner Zeit als Hochschullehrer verfasste er ein grundlegendes Werk, das Handbuch der Flächengestaltung das seit 1968 zum Kanon des Faches Grafik-Design zählt. Er prägte bis zuletzt durch einen stark handwerklich und von der Zeichnung ausgehenden Unterricht Generationen von Studierenden. Im heutigen Studiengang „Visuelle Kommunikation“, damals „Grafik-Design“, war er über lange Jahre für die Grundlagen zuständig und unterrichtete die Kunst des Signets, der Reinzeichnung, der Konstruktion in der Fläche, der grafischen Verkürzung für Erscheinungsbilder und Plakate.
Werner Weißbrodt prägte über lange Jahre das grafische Innenraumkonzept für didaktische Wandbilder des Staatlichen Museums für Naturkunde, Karlsruhe. Er  arbeitete mit dem Schmuckmuseum und dem Pforzheimer Kulturamt zusammen. Die Gestaltung der Zeitschriftenserie Blickpunkt, zahlreiche Ausstellungsplakate und Kataloge zu Schmuckpräsentationen sowie das sternförmige Logo des Schmuckmuseums sind unter seiner Mitwirkung entstanden. Das Grafik-Design übte er auch in seinem Privatatelier in Pforzheim-Würm aus. Bis ins hohe Alter entwarf er Plakate und Spielkarten, die er auch sammelte.
Werner Weißbrodt war Mitglied bei der Schlaraffia Porta Hercyniae in Pforzheim. Dort schuf er das Monumentalgemälde des alten Pforzheim in der Schwarzwaldburg, dem Vereinslokal der Porta Hercyniae in Pforzheim. 1999 wurde Werner Weißbrodt mit dem Bundesverdienstkreuz am Bande ausgezeichnet.

## Ausstellungen
- 1990: Gemälde, Grafiken und Fotografien im Reuchlinhaus, Pforzheim
- 2018: Hommage an Werner Weißbrodt – Plakate, Grafiken, Bücher und Kataloge, im Reuchlinhaus, Pforzheim

## Publikationen
- Wozzeck. 1964.
- Der Eisenbildner Edwin Neyer. 1966.
- Wiederaufbau des Residenzschlosses Karlsruhe. 1966.
- Handbuch der Flächengestaltung. 1968.
- Monogramme und Zeichen. 1970.
- Zeichen gestalten. 1980.
- MalMots. 1988.
- Das entbäffnete Pfäffchen. 1992.

Wozzeck
Drama von Georg Büchner – Herausgegeben von Werner Weißbrodt auf Büttenpapier mit Zeichnungen von Alfons Klein. Erschienen 1964 in einer Auflage von 150 Exemplaren
Der Eisenbildner Edwin Neyer
Alt-Aztekische Gesänge nach einer in der Biblioteca National von Mexico aufbewahrten Handschrift – Herausgegeben von Werner Weißbrodt auf Büttenpapier mit Fotografiken von Robert Ruthardt. Erschienen 1966 in einer Auflage von 140 nummerierten Exemplaren
Wiederaufbau des ehemaligen Residenzschlosses in Karlsruhe für das Badische Landesmuseum
Gestaltung der Publikation von Werner Weißbrodt - Erschienen 1966 bei C.F.Müller Buchdruckerei und Verlag Karlsruhe
Handbuch der Flächengestaltung
Herausgegeben und gestaltet von Werner Weißbrodt als gemeinschaftliche Studienarbeit der Klasse für Graphik an der Staatlichen Kunst- und Werkschule Pforzheim. Alle Rechte bei Werner Weißbrodt. Erschienen im September 1968 in einer nummerierten Auflage von 90 Exemplaren.
Monogramme und Zeichen
Herausgegeben und gestaltet von Werner Weissbrodt, Staatliche Kunst- und Werkschule Pforzheim unter der Mitarbeit von Hans-Peter Braun. Alle Rechte bei Werner Weissbrodt. Erschienen im September 1970 in einer Nummerierten Auflage von 85 Exemplaren.
Zeichen gestalten
Herausgegeben und gestaltet von Werner Weißbrodt, Fachhochschule für Gestaltung Pforzheim. Alle Rechte bei Werner Weißbrodt, Pforzheim. Erschienen 1988 in einer Auflage von 150 Exemplaren
MalMots
Herausgegeben und gestaltet von Werner Weißbrodt, im Eigenverlag, mit sieben Offset-Lithographien, Alle Rechte bei Werner Weißbrodt, Pforzheim. Erschienen 1988 in einer Auflage von 150 Exemplaren
Das entbäffnete Pfäffchen - Limericks aus der Pfarre
Titelgestaltung und Illustrationen von Werner Weißbrodt, Limericks von Helmut Oess, Herausgegeben von Klaus E.R,Lindemann Karlsruhe, erschienen 1992